# Stan Leventhal
Stan Leventhal (geboren  24. Mai 1951; gestorben 15. Januar 1995) war ein US-amerikanischer Autor, Verleger und Journalist.

## Leben
Leventhal verfasste als Autor in den 1980er und 1990er Jahren mehrere Romane und Kurzgeschichten. Zudem war er als Chefredakteur bei dem Medienunternehmen Heat Publications tätig, das Magazine wie Mandate, Torso und Black Inches publizierte. Er gründete ein eigenes Medienunternehmen Amethyst Press, das Bücher von Dennis Cooper, Bo Huston, Steve Abbott, Kevin Killian, Patrick Moore und Mark Ameen herausbrachte. Leventhal war jüdisch und wohnte in New York City. Dort starb er auch an den Folgen von AIDS. Sein langjähriger Lebensgefährte war Bob Locke.

## Werke (Auswahl)

### Romane
- Mountain Climbing in Sheridan Square (1988, ISBN 978-0934411080)
- Fault Lines (1989, ISBN 978-0934411264)
- Black Marble Pool (1990, ISBN 978-0927200059)
- Skydiving on Christopher Street (1995, ISBN 978-1563332876)
- Barbie in Bondage (1996, ISBN 978-1563334153)

### Kurzgeschichten
- A Herd of Tiny Elephants (1988, ISBN 978-0934411134)
- Candy Holidays and Other Short Fictions (1991, ISBN 978-0934411516)

## Auszeichnungen und Preise (Auswahl)
- Nominierungen für den Lambda Literary Award
  - 1989 für Mountain Climbing in Sheridan Square
  - 1990 für Fault Lines
  - 1991 für Black Marble Pool